# Trichosia borealis
Trichosia borealis är en tvåvingeart som först beskrevs av Frey 1942.  Trichosia borealis ingår i släktet Trichosia och familjen sorgmyggor.
Artens utbredningsområde är Finland. Arten är reproducerande i Sverige. Inga underarter finns listade i Catalogue of Life.